# 望月研一
望月 研一（もちづき けんいち、1983年4月24日 - ）は、日本棋院東京本院所属の囲碁棋士。東京都出身、八段。菊池康郎に師事。攻めが好きで戦う棋風。

## 経歴
2000年入段。
2007年、第46期十段戦で安田泰敏九段に勝利し最終予選進出。最終予選では林漢傑六段・金秀俊七段に勝利し自身初の本戦入り。本戦では山田規三生九段に勝利。第32期新人王戦 (囲碁)では鈴木歩三段・張豊猷七段に勝利するものちの七冠王井山裕太に敗れ、準優勝。
2010年、第58期王座戦本戦で松本武久七段・今村俊也九段・三谷哲也六段に勝利し挑戦者決定戦まで進出したが、山田規三生九段に敗退。挑戦手合進出まであと1勝であった。
2019年、第44期棋聖戦にCリーグに所属するも陥落。第45期ではFTを突破しCリーグに進出し残留。第46期でも残留を果たしたが、第47期は2勝3敗で陥落。

## 昇段
- 2000年入段
- 同年二段
- 2002年三段
- 2003年四段
- 2005年五段
- 2006年六段
- 2009年七段
- 2019年八段